# Bouca (subprefektur)
Bouca är en subprefektur i Centralafrikanska republiken.   Den ligger i prefekturen Ouham, i den västra delen av landet, 230 km norr om huvudstaden Bangui.
I omgivningarna runt Bouca växer huvudsakligen savannskog. Runt Bouca är det mycket glesbefolkat, med 4 invånare per kvadratkilometer.